# Летючий голландець (фільм, 1995)
«Летючий голландець» (нід. De Vliegende Hollander) — голландська кінокомедія 1995 року режисера Йос Стеллінга. Отримав головну нагороду Венеційського міжнародного кінофестивалю — Золотого Лева

## Сюжет
Фландрія XVI століття, коли вона перебувала у складі володінь Іспанії. У країні неспокійно, триває селянське повстання. Голландець, син пройдисвіта менестреля відправляється на пошуки батька до холодного моря. З собою він бере подругу, золотий потир і найголовніше — віру в свою мету. Проте доля намагається відібрати у Голландця все, що у нього є, навіть життя. Наявність і прагнення до мрії забезпечують героєві дивовижну живучість в найскладніших ситуаціях. У дорозі він знайде великий корабель, познайомиться з незвичайним карликом і, пограбований, побуває в катівнях каторжної в'язниці.

## Ролі виконували
- Рене Гротгоф —Голландець
- Фіерле Добеларе —Лотта
- Ніно Манфреді —Кампанеллі
- Рене ван 'т Гоф —карлик
- Віллі Фандермюден —Нетелнек
- Гене Берфутс —син Нетелнека
- Геральд Толен —тюремщик